# Bartabas
Clément Marty, con nombre artístico Bartabas, nacido el 02 de junio de 1957 en Courbevoie (Hauts-de-Seine), es un jinete, pedagogo, coreógrafo y escenógrafo francés, fundador del Théâtre équestre Zíngaro y es desde 2003 responsable de la Académie du spectacle équestre de Versailles. Hijo de padre arquitecto y de madre médico laboral, se apasiona desde su infancia con los caballos. Destaca en 1977 en el marco del festival off d'Avignon y luego como cofundador del “Théâtre Emporté” y el del Circo Aligre.

## Teatro Ecuestre y Musical Zíngaro (Théâtre Équestre et Musical Zíngaro)

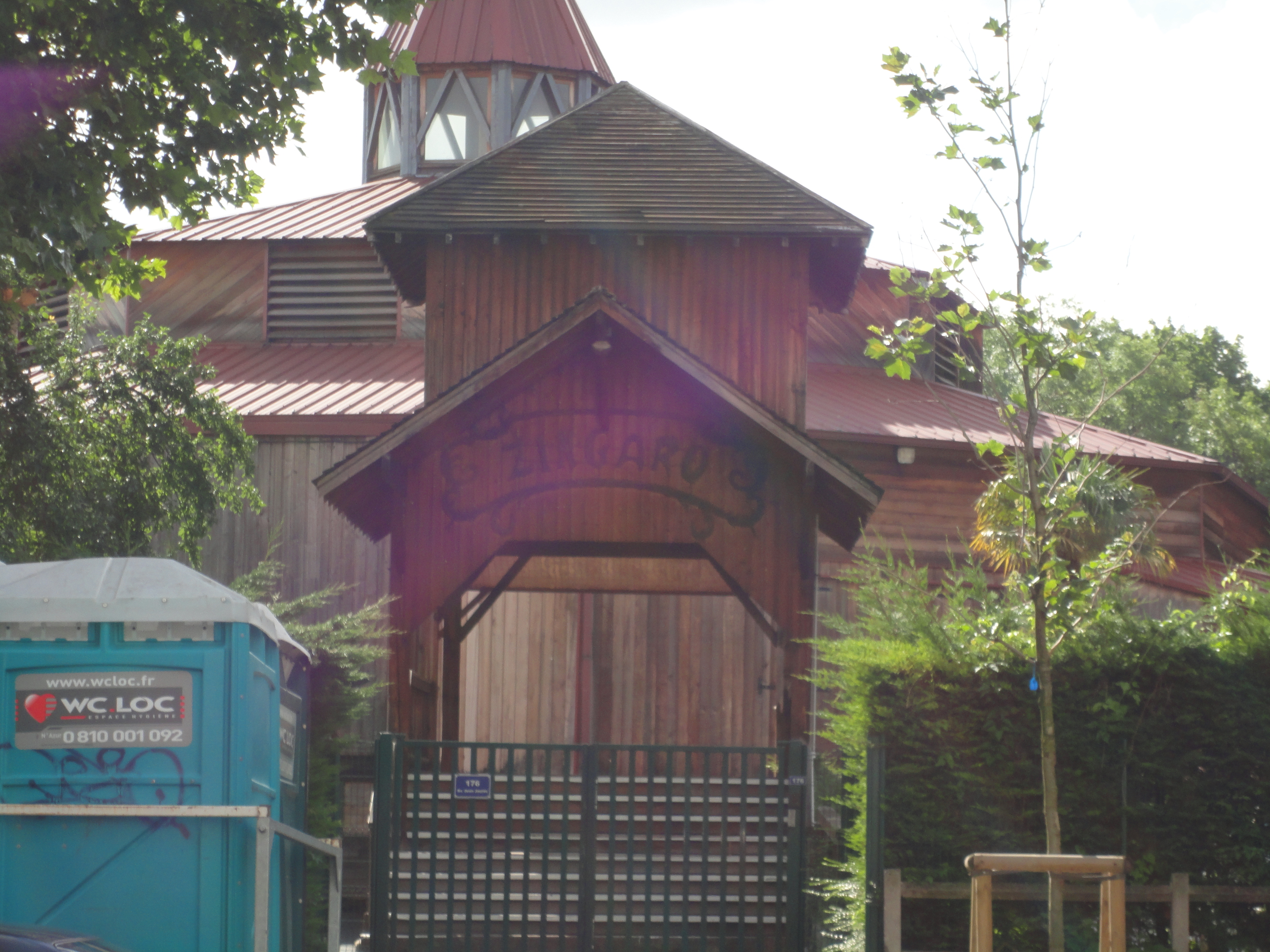
Entrada al Circo Zíngaro en Aubervilliers

Creado en 1985, el Circo Zíngaro comienza su gira con el Cabaret Équestre. Zíngaro (tsigane: gitano en italiano) es el nombre del frisón emblema de la troupe, que murió en 1998 en la gira de “Éclipse”.  En 1986 la troupe cambia de nombre y pasa a ser ely pasa a ser el “Théâtre équestre et musical Zingaro”. Bartabas inventa una nueva forma de espectáculo ecuestre añadiendo una dimensión onírica y estética. La troupe compuesta de artistas que combinan el teatro, el arte ecuestre, la danza y la música se instala en el fuerte de Aubervilliers en 1989 y pasa a ser una de las compañías más importantes de Europa. Recorre el mundo de Nueva York a Tokio con sus creaciones que acaban dando paso a la aparición de un teatro ecuestre de pleno derecho.

### Espectáculos
- "Cabaret Ecuestre I-II-III" (Cabaret équestre I-II-II) (1984-1990), esta serie de espectáculos abre la era del teatro ecuestre en un ambiente de cabaret y música de inspiración gitana.[5][6]
- "Ópera Ecuestre" (Opéra équestre) (1991-1993), sobre una música concebida por Jean-Pierre Drouet, asistimos a un debate cara a cara entre cantantes caucasianos y cantantes berberiscos.[2]
- "Quimera" (Chimère) (1994-1996), inspirado en la India, este espectáculo tiene la participación musical de Jean-Pierre Drouet y de músicos cantantes del Rajastán.[7][8]
- "Eclipse" (Éclipse) (1997-1999), inspirado en Corea,[9] la música se es encargada una orquesta de música shinawi y una cantante de pansori: Sung-Sook Chung,[10] a tener en cuenta también la participación de Quincella Swyningan (bailarina de Pina Bausch). Este espectáculo es monocromático y juega sobre la dualidad a varios niveles (hombre/mujer; blanco/negro;...)[11]
- "Triptyk" (2000-2002), espectáculo concebido en tres partes con bailarines de kalarippayatt. Cada parte se basa en una melodía: “La Consagración de la Primavera” (en la primera parte) y la “Sinfonía de salmos” (en la tercera parte), ambas de Igor Stravinsky y el “Diálogo de la sombra doble” (en la segunda parte) de Pierre Boulez que se acompaña de las esculturas de Jean-Louis Sauvat.[12]
- "Loungta" (2003-2005), inspirado en el Tíbet, los monjes del monasterio de Gyuto aseguran la música.[13][14][15][16]
- "Battuta" (2006-2009), espectáculo de inspiración gitana en donde la música es la obra de la Fanfarria Şukar  (músicos gitanos de Rumanía).[17][18]
- "Darshan" (2009-2010) sobre una música concebida por Jean Schwarz, la escenografía es la de un teatro de sombras circular.[19] Se sienta a los espectadores en el centro de la pista sobre una tribuna circular que gira sobre sí misma muy lentamente.[20][21]
- "Calacas" (2011-2012), inspirada en la Fiesta de los Muertos de Méjico.[22][23][24]
- "Golgota" (2013-2014). Bartabas elige compartir la escena con Andrés Marín (bailaor y coreógrafo), uno de los más talentoso bailaores de Flamenco contemporáneo. Este “mano a mano” está acompañado de cuatro caballos y se realiza sobre los efluvios místicos de las obras de Tomás Luis de Victoria en su profunda investigación sobre la música silenciosa.[25][26][27] Del 26 de abril al 11 de mayo de 2014 actúa en París, en el Teatro del Rond-Point.[28][29][30][31][32]

## Academia del espectáculo ecuestre de Versalles
Fundada, en 2003, la Académie du spectacle équestre en el “Gran Establo” (Grande Écurie) del castillo de Versailles. La originalidad de esta academia de arte ecuestre reside en el hecho de asociar el trabajo de adiestramiento de alta escuela con otras disciplinas como la esgrima, la danza, el canto o él Kyudo (tiro al arco japonés). Los jinetes adquieren así una sensibilidad artística. “La vía del jinete” (La voie de l'écuyer), espectáculo con la coreografía por Bartabas presentado en la noria del Gran Establo del Castillo de Versalles, cuyo título se toma prestado del libro de Sophie Nauleau y Alfons Alt.
El 27 de diciembre de 2007, Bartabas es puesto en detención preventiva después de haber dañado una fotocopiadora y un convector de “Dirección regional de los Asuntos Culturales de Francia” (DRAC). Este incidente fue la causa más probable del anuncio de la reducción de las subvenciones asignadas a “Academia del espectáculo ecuestre”. Él expresó más tarde su opinión aduciendo “razones de la cólera”, una carta abierta a la atención de la Sra. Christine Albanell del Ministerio de Cultura de Francia.

### Creaciones con la Academia
En la Fuente de Neptuno - fiestas nocturnas del Castillo de Versalles (con la participación del Teatro Zíngaro):
- "El Caballero de San Jorge: un Africano en la Corte"(Le Chevalier de St George: un Africain à la Cour') en 2004, obra inspirada de la vida de Joseph de Bologne  (25/12/1745 – 10/06/1799), violinista, compositor y jinete en el reinado de Luis XVI.[34]
- "Viaje a las Indias Galantes” (Voyage aux Indes Galantes) en 2005, obra inspirada de la vida de René Madec, que se basa sobre un fragmento de la ópera del mismo nombre de Rameau.[35]
- "Los Jinetes de la noche” (Les Juments de la nuit) en 2008, obra inspirada en la obra Macbeth de Shakespeare y de la película Trono de Sangre” de Akira Kurosawa (adaptación de la obra Shakespeare). Con la participación vocal de Bernard-Pierre Donnadieu y de Ingrid Donnadieu así como de los bailarines Larrio Ekson y Miyoko Shida, baso una música concebida por Jean Schwarz.[36][37]

## Otras creaciones
- "Recital ecuestre’’ (Récital équestre) en 2006, con Alexandre Tharaud (pianiste) y Bartabas. Presentado en las Nuits de Fourvière en Lyon.
- "Divisiones ecuestres’’ (Partitions équestres') en 2008, bajo la música de Philip Glass interpretada por el conjunto de saxofones Ossia. El espectáculo fue presentado en el teatro franco-romano en las Nuits de Fourvière en Lyon[38]
- "Liturgia ecuestre: sobre San Francisco de Asís’’ (Liturgie équestre: autour de Saint François d'Assise) en 2009, representado a la Abadía Saint-Ouen en Ruan, en el marco del festival Otoño en Normandía. Con la participación de Beñat Achiary (cantante vasco) y Vincent Dubois (órgano).
- "Jaleo ecuestre" (Charivari équestre) en 2010 en el marco de la pista de Salto de Hermes en el Grand Palais (París), con la participación del Teatro Zíngaro.
- "Éramos Caballos" (We Were Horses) en 2011 en colaboración con Carolyn Carlson[39] con la música de Philip Glass.
- "El Camino del Jinete" (La Voie de l'écuyer), espectáculo anual presentado en el circo del gran establo del Castillo de Versalles.[40]
- En 2013, con motivo del décimo aniversario de la Academia se realizó una gala conmemorativa, solo para invitados, en el Gran Hall de la Villette, de "We were horses", creada en 2011 conjuntamente con Carolyn Carlson.[41]

## Películas y obras intimistas de Bartabas
- 1993: "Mazeppa" película que explica la vida del pintor Théodore Géricault y del maestro de equitación Antonio Franconi.[42]
- 1996: "Chamane" película que relata la larga epopeya a caballo de un fugado del goulag à travers la taïga. Es una adaptación de un relato de Jean-Louis Gouraud: Riboy: fuga por un violonchelo. La extraña preregrinación por la taiga de un músico y su extraordinario pequeño caballo abigarrado. Este relato él mismo se inspira en una historia verdadera de un cosaco: Dimitri Nicolaïvitch Pechkov.[43][44]
- "Entr'aperçu" (Entre Reseña) en el Théâtre du Châtelet en el 2004 basado en los textos de Victor Segalen, con la participación de la bailarina Miyoko Shida y de los músicos Jean-Pierre Drouet y Gaston Sylvestre.[45]
- "Lever de soleil" (Amanecer) creada en 2006 para el festival de Aviñón posteriormente presentada en Marruecos, París y en Montpellier. Desenrollado a la salida del sol, es una presentación de la relación íntima entre el hombre y el caballo[46][47]
- 2010: "Galop Arrière", película introspectiva en el universo del Teatro Zíngaro[48][49][50]
- "El Centauro y el Animal" (Le Centaure et l'Animal) creado en Toulouse en septiembre de 2010 con Kô Murobushi coreografía de butô sobre los Cantos de Maldoror del Conde de Lautréamont.[51][52][53][54][55][56][57]

## Distinciones
Bartabas ha recibido las siguientes distinciones:
- Chevalier de l'Ordre national du Mérite, impuesta por Catherine Trautmann el 1 de abril de 1999.
- Chevalier du Mérite agricole, impuesta por Jean Glavany el 4 de febrero de 2002.
- Chevalier de l'Ordre des Arts et des Lettres, impuesta por Renaud Donnedieu de Vabres el 22 de junio de 2004.
- Chevalier de la Légion d'honneur, por decreto del Président de la République el 31 de diciembre de 2004 (condecoración no impuesta pero si otorgada).